# Eschersheimer Linde

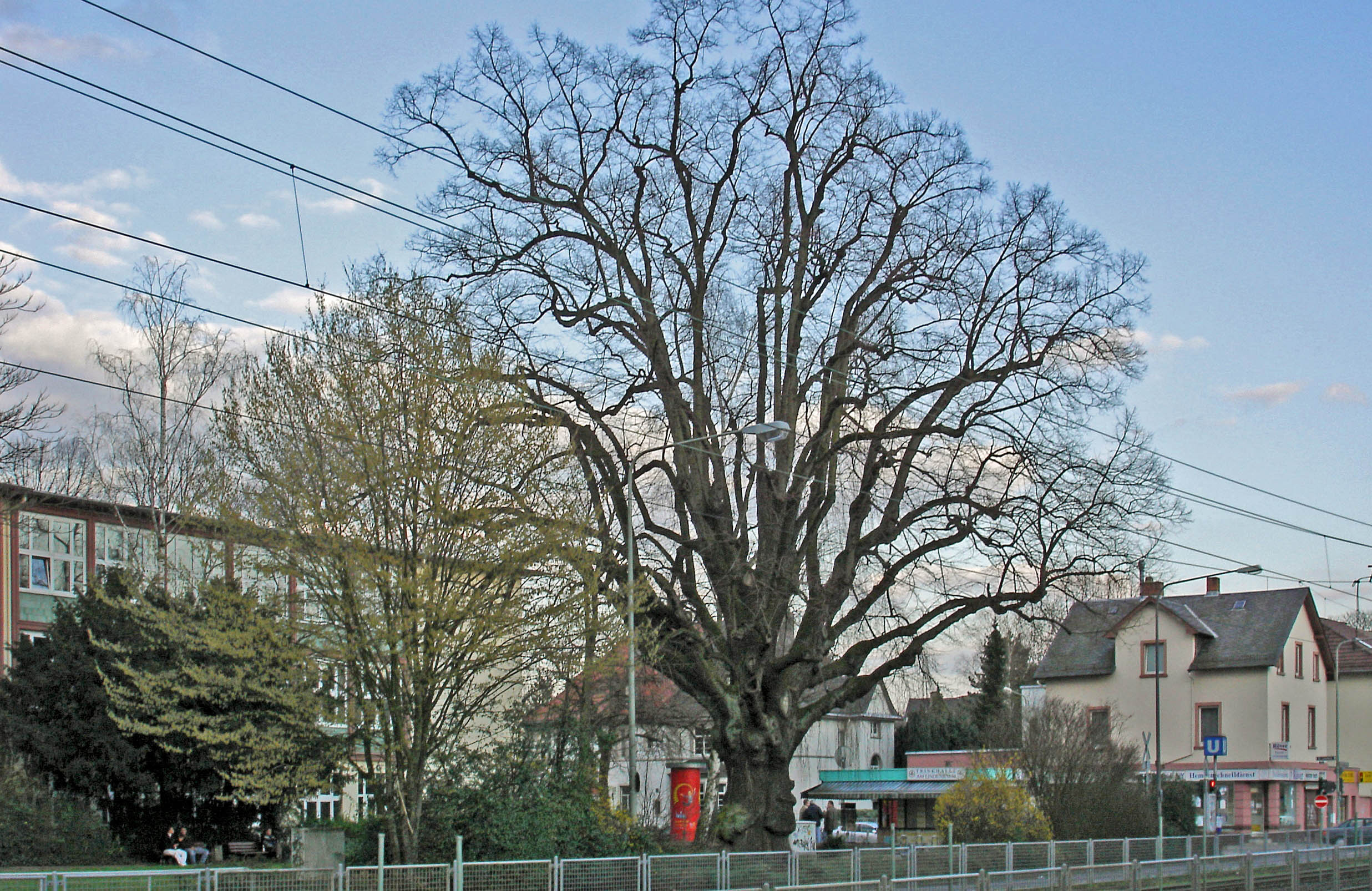
Die Eschersheimer Linde im Winter

Die Eschersheimer Linde ist ein Naturdenkmal und Wahrzeichen des Frankfurter Stadtteils Eschersheim.

## Geschichte
Die Eschersheimer Linde, eine Sommerlinde (lateinisch Tilia platyphyllos), wurde Ende des 17. Jahrhunderts als Landmarke auf freiem Feld an der östlichen Seite der Eschersheimer Landstraße gepflanzt, damals eine unbebaute Chaussee. Sie hieß ursprünglich Kleine Linde. Die etwa 50 Jahre ältere Große Linde befand sich weiter nördlich Am Weißen Stein am damaligen Ortsrand von Eschersheim. Diese wurde im 19. Jahrhundert schwer beschädigt; ihre Reste stürzten 1923 bei einem Sturm ein.
Seit 1888 führte eine Dampfstraßenbahn der Frankfurter Lokalbahn über die Eschersheimer Landstraße, die 1901 von der Städtischen Straßenbahn übernommen und 1908 elektrifiziert wurde. Die Straßenbahn erhielt vor der Linde eine Haltestelle. Im 20. Jahrhundert wurde die Straße auf beiden Seiten allmählich bebaut.
Seit 1937 ist die verbliebene Eschersheimer Linde ein Naturdenkmal. Sie ist etwa 25 Meter hoch und hat einen Stammumfang von fünf Metern. 1955 und 1974 wurde sie baumchirurgisch behandelt. Der Baum geriet durch die Asphaltierung der Straße und die zunehmende Versiegelung der umliegenden Flächen immer mehr in Gefahr. Deshalb erhielt er 1968 im Zuge des stadtbahnmäßigen Ausbaus der Eschersheimer Landstraße eine Drainage und 1984 eine künstliche Bewässerung und Belüftung.
Die Linde ist Namensgeber der Straße Am Lindenbaum, die südlich des Baumes aus östlicher Richtung in die Eschersheimer Landstraße einmündet. An dieser Kreuzung befindet sich seit 1968 die U-Bahn-Station Lindenbaum auf der U-Bahn-Strecke A. Die U-Bahn wird hier wegen des Baumes in einem leichten Bogen geführt.